# Phaeostigma caucasicum
Phaeostigma caucasicum là một loài côn trùng trong họ Raphidiidae thuộc bộ Raphidioptera. Loài này được Esben-Petersen miêu tả năm 1913.